# Ardito Desio
El comte Ardito Desio (Palmanova, 18 d'abril de 1897 - Roma, 14 de desembre de 2001) va ser un explorador, alpinista i geòleg italià. Entre 1926 i 1940 va realitzar una sèrie d'estudis geològics a Líbia, convertint-se en un dels primers a trobar petroli en aquest país. El 1990, va establir una base científica a l'Everest.
Va dirigir l'expedició italiana que va ser la primera a assolir el cim del K2, el 31 de juliol de 1954.